# Мунтжак китайський
Мунтжа́к кита́йський (лат. Muntiacus reevesi; кит.: 山羌; яп. 羗, キョン) — вид тварин роду мунтжак, поширений в Південному Китаї, Тайвані і Японії.
В Європейському Союзі включено до списку чужорідних інвазійних видів.